# Ben Böhmer

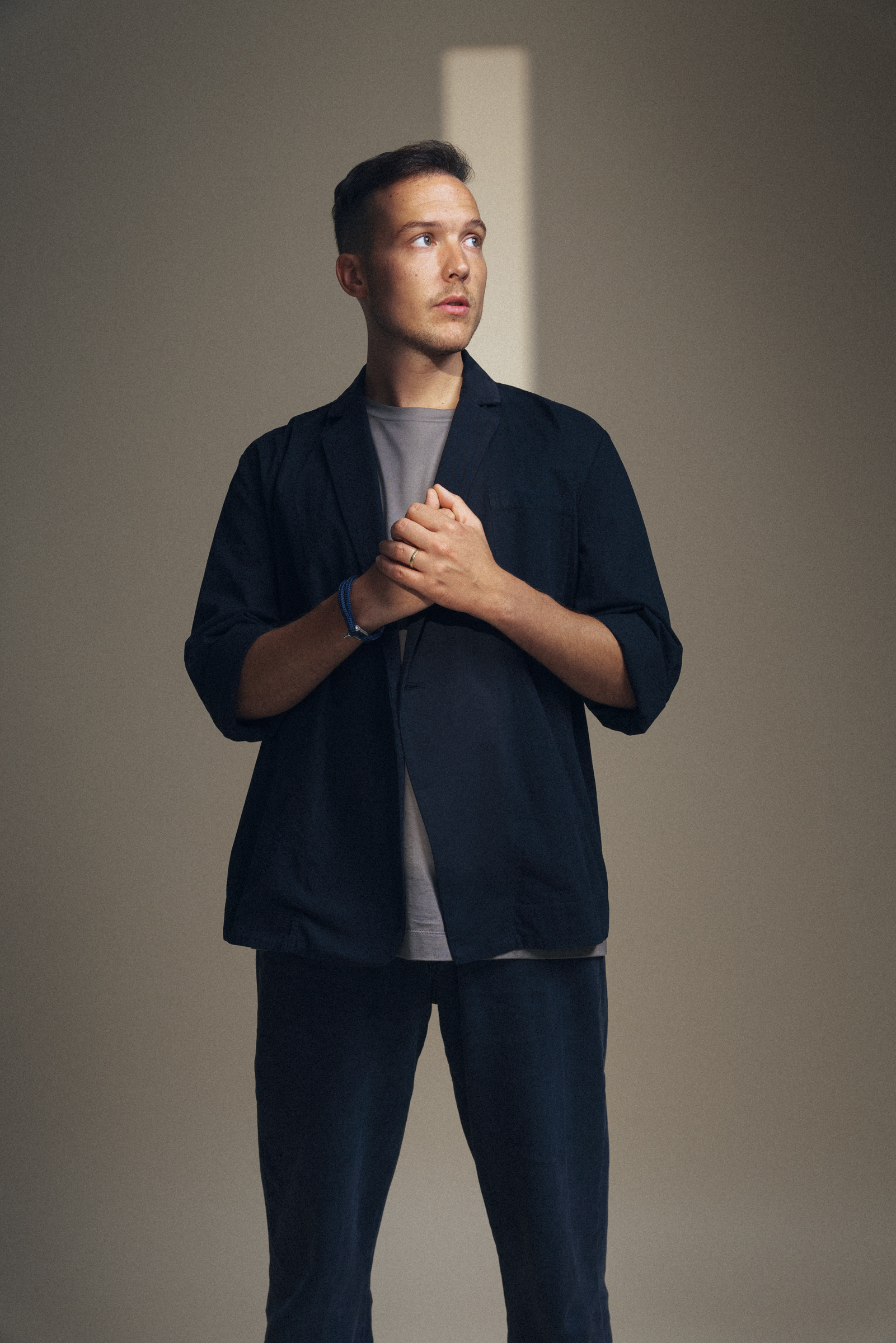
Ben Böhmer

Ben Böhmer (* 1994) ist ein deutscher Musikproduzent und Liveact aus Göttingen, wohnhaft in Berlin. Seine Musik lässt sich den Genres Minimal House, Progressive House und Deep House zuordnen.

## Karriere
Ben Böhmer spielte in seiner Kindheit Klavier und Trompete, bevor er anfing, Musik mit dem Synthesizer zu komponieren.
2015 produzierte er seine erste Single Promise You, die auf der Mauerblümchen-Kompilation des Göttinger Labels Ton Töpferei erschien. 2016 erschien die gleichnamige Promise You EP, ebenfalls bei Ton Töpferei. Es folgten weitere Veröffentlichungen, unter anderem auf den Labels Keller Records, Ostfunk Records, Bade Records, Audiolith Records, Carton-Pâte Records, The Soundgarden Records und Freundchen Records.
Nach zunehmendem Erfolg erschien 2017 die Submission EP auf dem im selben Jahr gegründeten Label Sacrebleu des deutschen DJ-Duos AKA AKA.
2017 veröffentlichte Böhmer die Single Flug & Fall auf der vierten Explorations-Kompilation des Londoner Labels Anjunadeep, bei dem  2018 außerdem seine Morning Falls EP erschien.
Böhmer trat auf dem Distortion Festival 2017 in Kopenhagen auf, im Jahr 2018 folgten weitere Auftritte unter anderem auf dem Habitat Festival, dem Anjunadeep Open Air in London sowie auf dem Tomorrowland Festival in Belgien. Ben Böhmer ist in Tschechien, Frankreich, Italien, der Türkei, Spanien, Griechenland, Indien, Kolumbien und auf Zypern aufgetreten.
Am 30. Mai 2021 trat Böhmer im Rahmen eines Live-Streams auf dem YouTube-Kanal des Kliemannslandes auf. Zeitgleich zum Livestream wurde von Fynn Kliemann und Helfern die Bühne für den Auftritt gebaut.

## Veröffentlichungen

### Alben
- 2019: Breathing [Anjunadeep]
- 2020: Live from Printworks London [Anjunadeep]
- 2020: Breathing (Remixed) [Anjunadeep]
- 2021: Begin Again [Anjunadeep]
- 2022: Begin Again (Remixed) [Anjunadeep]
- 2022: Live At The Roundhouse, London [Anjunadeep]
- 2024: Bloom [Ninja Tune]

### EPs
- 2014: Black Pattern EP [Bade Records]
- 2016: Der Blender [Keller]
- 2016: Promise You EP [Ton Töpferei]
- 2016: Promise You (Remixes) [Ton Töpferei]
- 2017: Dissensions [Freundchen]
- 2017: Submission [Sacrebleu]
- 2017: Dissensions (Remixes) [Ton Töpferei]
- 2018: Morning Falls EP [Anjunadeep]
- 2018: Challenger [Freundchen]
- 2018: Dive EP [Anjunadeep]
- 2019: Fliederregen / Reflection [This Never Happened]
- 2020: Phases EP [Anjunadeep]
- 2022: The Apparitions – Ben Böhmer, Rob Moose [Anjunadeep]

### Singles
- 2014: Schachmatt [Ostfunk Records]
- 2014: Faltering [Ostfunk Records]
- 2017: Purple Line [Keller]
- 2017: Flug & Fall [Anjunadeep]
- 2017: Wechselwerk [Hold Your Ground]
- 2017: Zweisamkeit [Rebellion der Träumer]
- 2018: Mondfinsternis [Keller]
- 2018: Lifespan – Ben Böhmer, Timo Jahns [Einmusika Recordings]
- 2018: Ground Control [Anjunadeep]
- 2018: Korona – Ben Böhmer, Wood [Ton Töpferei]
- 2019: Rye – Ben Böhmer, Fritz Kalkbrenner [Anjunadeep]
- 2019: Gibberish – Luttrell, Ben Böhmer (feat. Margret) [Anjunadeep]
- 2019: Breathing – Ben Böhmer, Nils Hoffmann (feat. Malou) [Anjunadeep]
- 2019: Black Hole – Ben Böhmer, Monolink [Anjunadeep]
- 2019: Hunting – Ben Böhmer (feat. Jonah) [Anjunadeep]
- 2020: Second Sun – Nils Hoffmann, Ben Böhmer [Poesie Musik]
- 2020: Bright – Fritz Kalkbrenner, Ben Böhmer [BMG Rights Management GmbH]
- 2020: Where The Roads Collide – Fritz Kalkbrenner, Ben Böhmer [BMG Rights Management GmbH]
- 2020: Just The One – Fritz Kalkbrenner, Ben Böhmer [BMG Rights Management GmbH]
- 2020: SF to Berlin – Spencer Brown, Ben Böhmer [Anjunabeats]
- 2020: Cappadocia – Ben Böhmer (feat. Romain Garcia) [Cercle Records]
- 2021: Run Away – Ben Böhmer, Tinlicker (feat. Felix Raphael) [Anjunadeep]
- 2021: Weightless – Ben Böhmer, Panama [Future Classic]
- 2021: Beyond Beliefs [Anjunadeep]
- 2021: Escalate – Ben Böhmer (feat. Jonah) [Anjunadeep]
- 2021: Erase – Ben Böhmer (feat. lau.ra) [Anjunadeep]
- 2021: A Matter of Time [Anjunadeep]
- 2022: Home (An Apparition) – Ben Böhmer, Rob Moose (feat. Jonah) [Anjunadeep]
- 2022: Voodoo – Tinlicker, Ben Böhmer [Anjunadeep]
- 2023: One Last Call – Ben Böhmer (feat. Felix Raphael) [Ninja Tune]
- 2024: Best Life – Ben Böhmer (feat. Jonah) [Ninja Tune]
- 2024: Hiding – Ben Böhmer (feat. Lykke Li) [Ninja Tune]
- 2024: Rust [Ninja Tune]
- 2024: Faithless – Ben Böhmer (feat. Erin LeCount) [Ninja Tune]
- 2024: The Sun – Ben Böhmer (feat. Oh Wonder) [Ninja Tune]

### Remixes
- 2015: Supertriangle – Brigade (Ben Böhmer Remix) [Keller]
- 2015: Shallow – Bongbeck (Ben Böhmer Remix) [Keller]
- 2016: Winter Sleep – Bongbeck (Ben Böhmer Remix) [Ton Töpferei]
- 2016: Kolibri – Brigade, Niels Poensgen (Ben Böhmer Remix) [Ton Töpferei]
- 2017: Irs13 – Wood (Ben Böhmer Remix) [Ton Töpferei]
- 2017: Like Gilles Said – Anton Dhouran, Rafael Cerato (Ben Böhmer Remix) [The Soundgarden]
- 2017: Ruka – MR H's (Ben Böhmer Remix) [Carton-Pate Records]
- 2018: Lullaby Horizon – Way Out West (Ben Böhmer Remix) [Anjunadeep]
- 2018: Northern Soul – Above & Beyond (feat. Richard Bedford) (Ben Böhmer Remix) [Anjunabeats]
- 2018: Lost Tribe – Koelle (Ben Böhmer Remix) [Ton Töpferei]
- 2018: Drift – Nils Hoffmann (Ben Böhmer Remix) [Poesie Musik]
- 2018: Highlands – Studio Rauschenberg (Ben Böhmer Remix) [Lukins]
- 2018: The Space In Between – Jan Blomqvist (Ben Böhmer Remix) [Armada Electronic Elements]
- 2018: Hold On – Lane 8 (feat. Fractures) (Ben Böhmer Remix) [This Never Happened]
- 2018: Father Ocean – Monolink (Ben Böhmer Remix) [Embassy One]
- 2020: Moments – Kidnap (feat. Leo Stannard) (Ben Böhmer & Nils Hoffmann Remix) [Armada Electronic Elements]
- 2020: Perfect in a Way – Booka Shade, Kaktus Einarsson (Ben Böhmer Remix) [Blaufield Music]
- 2020: How Often – Lane 8 (feat. Kauf) (Ben Böhmer Remix) [This Never Happened]
- 2020: Red Dressed – Worakls (feat. Eivør) (Ben Böhmer Remix) [Hungry Music]
- 2021: Callisto – Stephan Bodzin, Marc Romboy (Ben Böhmer Remix) [Systematic Recordings]
- 2021: From the Back of a Cab – Rostam (Ben Böhmer Remix) [Matsor Projects]
- 2022: Lll – Stephan Bodzin (Ben Böhmer Remix) [Herzblut Recordings]